# Comtat de Ventura
El comtat de Ventura és un comtat situat a la part sud de l'estat nord-americà de Califòrnia. Segons el cens del 2020, la població era de 843.843 habitants. La ciutat més gran és Oxnard, i la seu del comtat és la ciutat de Ventura.
El comtat de Ventura comprèn l'Àrea Estadística Metropolitana d'Oxnard–Thousand Oaks–Ventura, CA, que forma part de l'àrea del Greater Los Angeles (Àrea Estadística Combinada de Los Angeles–Long Beach, CA). També es considera el comtat més al sud de la costa central de Califòrnia.
Dues de les illes del Canal formen part del comtat: l'illa d'Anacapa, que és l'illa més visitada del parc nacional de les illes del canal, i l'illa de San Nicolau.